# БТР Национал
БТР Национал (цыг. Biathinalo ternengoro radio, макед. Независно младинско радио — Независимое молодёжное радио) — северомакедонский круглосуточный телеканал, вещающий в Скопье на македонском и цыганском языках. Один из первых македонских телеканалов на цыганском языке.

## История
Слово «радио» в названии не является ошибкой: основатель телеканала Зоран Димов рассказывал, что радиостанция БТР начала вещание 26 июля 1993 в Шуто-Оризари, квартале Скопье.

В радиобизнесе я заработал 5 тысяч марок. За короткое время радио стало настолько популярным в Шуто, что только за заказы в месяц я получал по 30 тысяч марок. В те дни в 1993 году цыгане не спали — только слушали БТР и веселились!
Оригинальный текст (макед.)Во бизнисот со радиото влегов со пет илјади марки! За кусо време радиото стекна таква популарност во Шутка, што само од порачки за песни месечно сум заработувал по 30 илјади марки. Тие денови, во 1993-та, Ромите не спиеја - само слушаа БТР и се веселеа!

5 декабря 1994 БТР превратился из радиостанции в телеканал. Штаб-квартира телеканала расположена в доме Эсмы Теодосиевской в Кале, где находится Музей цыган и урна с прахом Стево Теодосиевского. Телеканал транслирует информационные, развлекательные и спортивные программы, однако вместе с тем преимущественно показываются музыкальные передачи (в которых возможно передать привет, поздравить кого-то и заказать песню). В отличие от телеканала Шутел, который является одним из конкурентов БТР, на БТР выходят также и выпуски новостей.